# راسیووو
راسیووو (به بلغاری: Rasyovo) یک منطقهٔ مسکونی در بلغارستان است که در شهرستان کیوستندیل واقع شده‌است.